# Селиванихинский сельсовет
Селиванихинский сельсовет - сельское поселение в Минусинском районе Красноярского края.
Административный центр — село Селиваниха.

## Население
| 2010 | 2012  | 2013  | 2014  | 2015  | 2016  | 2017  |
| ---- | ----- | ----- | ----- | ----- | ----- | ----- |
| 3141 | ↗3255 | ↗3370 | ↘3367 | ↘3357 | ↗3385 | ↗3441 |

## Состав сельского поселения
В состав сельского поселения входят 4 населённых пункта:
| № | Населённый пункт | Тип населённого пункта       | Население |
| - | ---------------- | ---------------------------- | --------- |
| 1 | Опытное Поле     | посёлок                      | 394       |
| 2 | Селиваниха       | село, административный центр | 2014      |
| 3 | Солдатово        | деревня                      | 247       |
| 4 | Топольки         | посёлок                      | 486       |

## Местное самоуправление
Селиванихинский сельский Совет депутатов
Дата избрания: 14.03.2010. Срок полномочий: 5 лет. Количество депутатов:  10
Глава муниципального образования
- Еремеева Людмила Константиновна. Дата избрания: 14.03.2010. Срок полномочий: 5 лет